# William Shockley
William Bradford Shockley (13 de febrer de 1910, Londres, Anglaterra - 12 d'agost de 1989, Stanford (Califòrnia), EUA) fou un físic nord-americà guardonat amb el Premi Nobel de Física l'any 1956. Juntament amb John Bardeen i Walter Houser Brattain, obtingué el Premi Nobel de Física el 1956 per les seves investigacions sobre semiconductors i l'invent del transistor de contacte.
El 1955, Shockley va abandonar els laboratoris Bell i va tornar a la seva ciutat natal, Palo Alto, Califòrnia, a les proximitats de la Universitat Stanford, per crear la seva pròpia empresa, Shockley Semiconductors Laboratory, amb el suport econòmic d'Arnold Beckman, de Beckman Instruments. Comptant amb la influència del seu prestigi i el suport econòmic de Beckman Instruments va intentar convèncer diversos dels seus companys de treball de Bell que s'unissin a ell a la nova empresa; cap va voler. Per tant, va començar a rebuscar a les universitats els estudiants més destacats per formar amb ells l'empresa. Però, atès el seu estil empresarial, vuit dels investigadors van abandonar la companyia el 1957 per formar l'empresa Fairchild Semiconductor. Entre ells hi havia Robert Noyce i Gordon Moore que més tard crearien Intel. Entre les seves publicacions destaca «Electrons i buits al semiconductor», obra publicada el 1950.

## Biografia
Va néixer a la ciutat de Londres fill de pares nord-americans. Instal·lat amb la seva família a l'estat nord-americà de Califòrnia estudià física a l'Institut Tecnològic de Califòrnia per doctorar-se l'any 1936 a l'Institut Tecnològic de Massachusetts.
William Shockey morí el 1989 a la ciutat californiana de Stanford a conseqüència d'un càncer de pròstata.

## Carrera
Inicià els seus primers treballs al voltant dels electrons als Laboratoris Bell de Nova Jersey, continaunt posteriorment en la investigació sobre el radar, fins que el 1942 abandonà el seu càrrer als Laboratoris Bell per esdevenir director del Grup de recerca de la guerra antisubmarina de la Universitat de Colúmbia. Shockley va ser una de les primeres incorporacions a Bell Labs de Mervin Kelly, que es va convertir en director d'investigació de l'empresa el 1936 i es va centrar a contractar físics especialistes en estat sòlid. Shockley es va unir a un grup encapçalat per Clinton Davisson a Murray Hill, Nova Jersey. Els executius de Bell Labs havien teoritzat que els semiconductors podien oferir alternatives d'estat sòlid als tubs de buit utilitzats al sistema telefònic de Bell. Shockley va concebre una sèrie de dissenys basats en materials semiconductors d'òxid de coure, i amb Walter Brattain va intentar sense èxit crear un prototip el 1939.
Shockley va publicar una sèrie d'articles fonamentals sobre la física de l'estat sòlid a Physical Review. El 1938, va rebre la seva primera patent, Dispositiu de descàrrega d'electrons, sobre multiplicadors d'electrons.

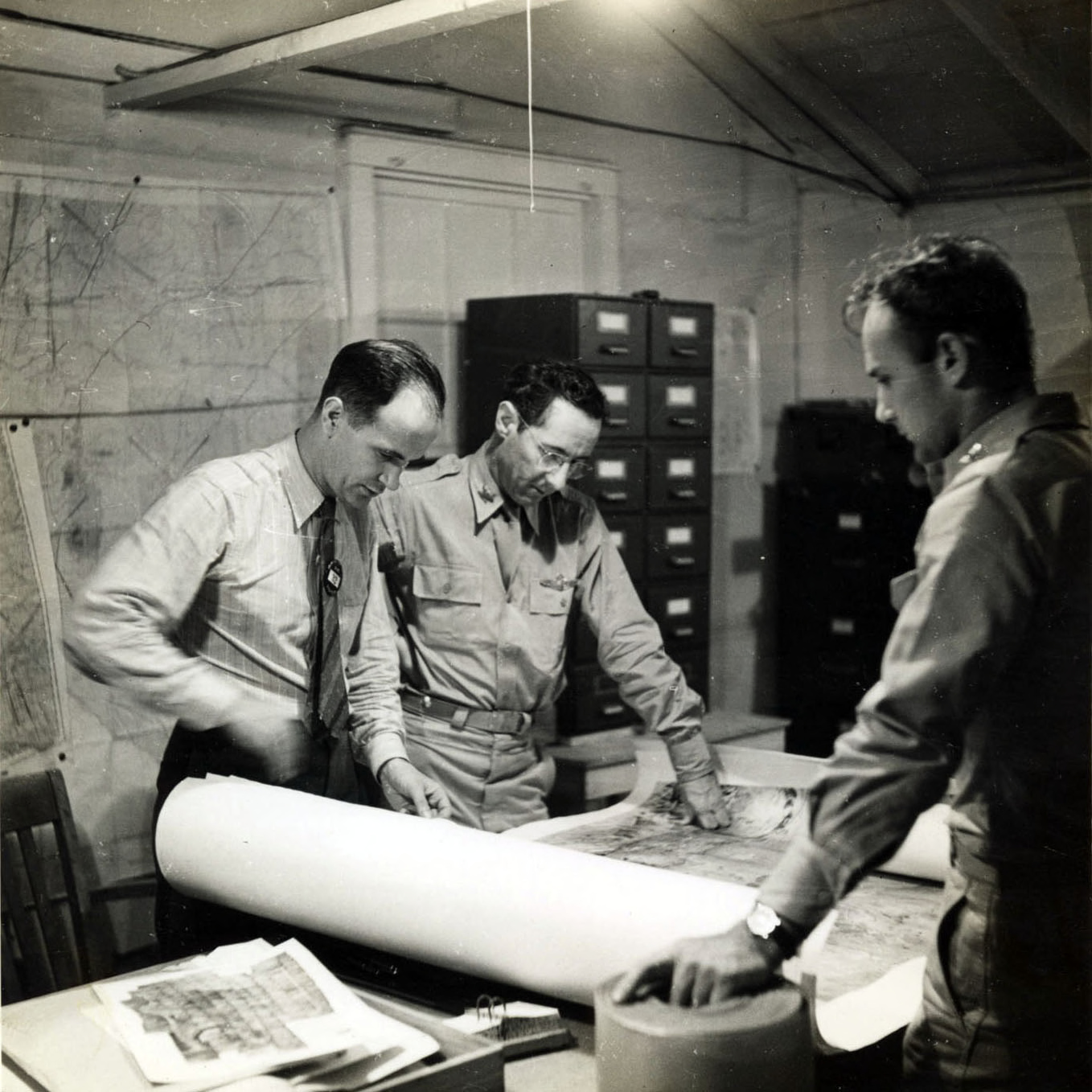
Shockley (esquerra) durant els seus anys d'investigació militar

Quan va esclatar la Segona Guerra Mundial, la investigació prèvia de Shockley es va interrompre i es va involucrar en la recerca de radar a Manhattan (Nova York). El maig de 1942, es va acomiadar dels Bell Labs per fer-se director d'investigació al Grup d'Operacions de Guerra Anti-Submarina de la Universitat de Colúmbia. Això implicava dissenyar mètodes per contrarestar les tàctiques dels submarins amb tècniques de convoiatge millorades, optimitzant els patrons de càrrega de profunditat, etc. Shockley viatjava freqüentment al Pentàgon i a Washington per reunir-se amb oficials d'alt rang i funcionaris del govern.
El 1944, va organitzar un programa d'entrenament per als pilots de bombarders B-29 per utilitzar noves mires de bombes de radar. A finals de 1944 va fer una gira de tres mesos per bases arreu del món per avaluar els resultats. Per aquest projecte, el secretari de guerra Robert Patterson va concedir a Shockley la Medalla al Mèrit el 17 d'octubre de 1946.
El juliol de 1945, el Departament de Guerra va demanar a Shockley que preparés un informe sobre la qüestió de les víctimes probables d'una invasió del continent japonès. Shockley va concloure:
| « | Si l'estudi mostra que el comportament de les nacions en tots els casos històrics comparables al del Japó ha estat, de fet, invariablement coherent amb el comportament de les tropes en batalla, vol dir que els japonesos morts i ineficaços en el moment de la derrota superaran el número corresponent per als alemanys. En altres paraules, probablement haurem de matar almenys entre 5 i 10 milions de japonesos. Això ens podria costar entre 1,7 i 4 milions de víctimes, incloent-hi entre 400.000 i 800.000 morts.Giangreco 1997 | » |

Aquest informe va influir en la decisió dels Estats Units de llançar bombes atòmiques sobre Hiroshima i Nagasaki, que va precedir la rendició del Japó.
Shockley va ser el primer físic que va proposar una distribució log-normal per modelar el procés de creació d'articles de recerca científica.
A la fi de la dècada del 1960 Sockley va realitzar unes controvertides declaracions sobre les diferències intel·lectuals entre les races, defensant que els test d'intel·ligència mostraven un factor genètic en la capacitat intel·lectual revelant que els afro-nord-americans eren inferiors als nord-americans caucàsics, així com que la major taxa de reproducció entre els primers va tenir un efecte regressiu en l'evolució.=== Desenvolupament del transistor ===
Poc després que la guerra acabés el 1945, Bell Labs va formar un grup de física d'estat sòlid, dirigit per Shockley i el químic Stanley Morgan, que incloïa John Bardeen, Walter Brattain, el físic Gerald Pearson, el químic Robert Gibney, l'expert en electrònica Hilbert Moore i diversos tècnics. La seva tasca era buscar una alternativa d'estat sòlid als fràgils amplificadors de tubs de buit de vidre. Els primers intents es van basar en les idees de Shockley sobre l'ús d'un camp elèctric extern en un semiconductor per afectar la seva conductivitat. Aquests experiments van fracassar cada vegada en tot tipus de configuracions i materials. El grup es va aturar fins que Bardeen va suggerir una teoria que invocava estats superficials que evitaven que el camp penetrés al semiconductor. El grup va canviar el seu enfocament per estudiar aquests estats superficials i es reunien gairebé diàriament per discutir el treball. El grup va tenir una excel·lent relació i va intercanviar idees lliurement.
L'hivern de 1946 van tenir prou resultats que Bardeen va presentar un article sobre els estats de superfície a Physical Review. Brattain va iniciar experiments per estudiar els estats de la superfície a través d'observacions fetes mentre brillava una llum brillant a la superfície del semiconductor. Això va donar lloc a diversos articles més (un d'ells en coautoria amb Shockley), que estimaven que la densitat dels estats superficials era més que suficient per explicar els seus experiments fallits. El ritme del treball va augmentar significativament quan van començar a envoltar els contactes puntuals entre el semiconductor i els cables conductors amb electròlits. Moore va construir un circuit que els va permetre variar fàcilment la freqüència del senyal d'entrada. Finalment, van començar a obtenir algunes evidències de l'amplificació de potència quan Pearson, actuant segons un suggeriment de Shockley, va posar una tensió a una gota de borat de glicol col·locada a través d'una unió p–n.

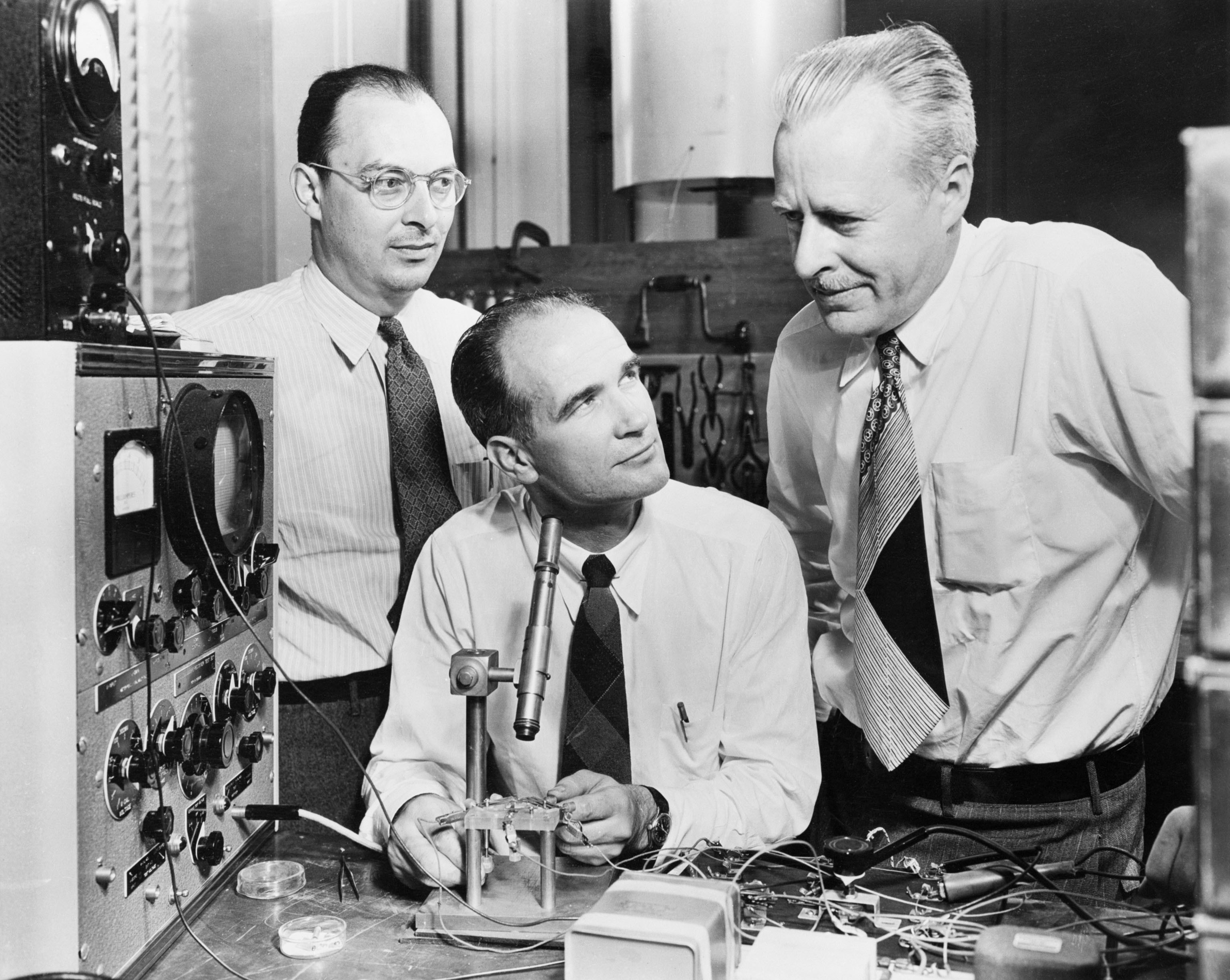
John Bardeen (esquerra), William Shockley i Walter Brattain (dreta) als Laboratoris Bell, 1948

Els advocats de Bell Labs aviat van descobrir que el principi d'efecte de camp de Shockley s'havia previst i els dispositius basats es van patentar l'any 1930 per Julius Lilienfeld, que va presentar la seva patent semblant a MESFET al Canadà el 22 d'octubre de 1925. Tot i que la patent semblava rompible (no podia funcionar), els advocats de patents van basar una de les seves quatre sol·licituds de patent només en el disseny de contacte de punt de Bardeen-Brattain. Altres tres (enviats primer) van cobrir els transistors basats en electròlits amb Bardeen, Gibney i Brattain com a inventors.
El nom de Shockley no figurava en cap d'aquestes sol·licituds de patent. Això va fer enfadar Shockley, que pensava que el seu nom també hauria d'estar a les patents perquè el treball es basava en la seva idea d'efecte de camp. Fins i tot va fer esforços per escriure la patent només amb el seu nom i va dir a Bardeen i Brattain les seves intencions.
Shockley, enfadat per no ser inclòs a les sol·licituds de patent, va continuar secretament el seu propi treball per construir un tipus diferent de transistor basat en unions en lloc de contactes puntuals; esperava que aquest tipus de disseny fos més probable i comercialment viable. El transistor de contacte puntual, creia, resultaria fràgil i difícil de fabricar. Shockley també estava insatisfet amb certes parts de l'explicació de com funcionava el transistor de contacte puntual i va concebre la possibilitat d'injecció de portadors minoritaris.
Al final de la Segona Guerra Mundial els laboratoris Bell van formar un grup de treball al voltant de la física d'estat sòlid, conduït per Shockley i el químic Stanley Morgan, amb la col·laboració de John Bardeen, Walter Houser Brattain, Gerald Pearson, Robert Gibney, Hilbert Moore i diversos tècnics. La seva assignació era buscar una alternativa d'estat sòlid als amplificadors de cristall fràgils de la vàlvula de buit. Les seves primeres temptatives van ser basades en les idees de Shockley sobre usar un camp elèctric extern en un semiconductor per a afectar la seva conductivitat. Aquests intents fallaren a cada prova, fins que Bardeen va suggerir una teoria que invocava els estats superficials que van evitar que el camp penetrés el semiconductor. Les seves recerques continuaren amb la descripció del díode, la versió electrònica de la vàlvula de buit. Les seves recerques al voltant dels semiconductors el dugueren a formular el 4 de juliol de 1951 el transistor bipolar, obtenint la seva patent el setembre del mateix any.
El 13 de febrer de 1948, un altre membre de l'equip, John N. Shive, va construir un transistor de contacte puntual amb contactes de bronze a la part davantera i posterior d'una fina falca de germani, demostrant que els forats podien difondre's a través del germani a granel i no només al llarg de la superfície, com s'havia pensat anteriorment. La invenció de Shive va provocar la invenció de Shockley del transistor d'unió. Uns mesos més tard va inventar un tipus de transistor completament nou, considerablement més robust, amb una estructura de capa o entrepà. Aquesta estructura es va utilitzar per a la gran majoria de tots els transistors durant la dècada del 1960, i va evolucionar cap al transistor d'unió bipolar. Shockley va descriure més tard el funcionament de l'equip com una barreja de cooperació i competició. També va dir que va mantenir en secret alguns dels seus treballs fins l'avanç de Shive el 1948. Shockley va elaborar una descripció força completa del que va anomenar el transistor sandwich, i es va obtenir una primera prova de concepte el 7 d'abril de 1949.
Mentrestant, Shockley va treballar en la seva obra magna, Electrons and Holes in Semiconductors, que es va publicar com a tractat de 558 pàgines el 1950. El tom incloïa les idees crítiques de Shockley sobre la deriva i la difusió i les equacions diferencials que regeixen el flux d'electrons en els cristalls d'estat sòlid. També es descriu l'equació del díode de Shockley. Aquest treball fonamental es va convertir en el text de referència per a altres científics que treballaven per desenvolupar i millorar noves variants del transistor i altres dispositius basats en semiconductors.
Això va donar lloc a la seva invenció del transistor bipolar , que es va anunciar en una conferència de premsa el 4 de juliol de 1951.
El 1951, va ser elegit membre de l'Acadèmia Nacional de Ciències dels Estats Units (NAS). Tenia quaranta-un anys; era bastant jove per a aquests llocs. Dos anys més tard, va ser escollit com a destinatari del prestigiós Premi Comstock de Física per la NAS, i va rebre molts altres premis i honors.
La consegüent publicitat generada per la invenció del transistor sovint va posar Shockley en primer pla, per a disgust de Bardeen i Brattain. La direcció de Bell Labs, però, va presentar constantment els tres inventors com un equip. Tot i que Shockley corregiria el registre on els periodistes li donaven l'únic crèdit per la invenció, finalment es va enfurismar i va alienar a Bardeen i Brattain, i va bloquejar essencialment que tots dos treballessin en el transistor d'unió. Bardeen va començar a seguir una teoria de la superconductivitat i va deixar Bell Labs el 1951. Brattain es va negar a treballar més amb Shockley i va ser assignat a un altre grup. Ni Bardeen ni Brattain van tenir molt a veure amb el desenvolupament del transistor més enllà del primer any després de la seva invenció.
Shockley va deixar Bell Labs al voltant de 1953 i va agafar una feina a Caltech.
Shockley, Bardeen i Brattain van rebre el Premi Nobel de Física el 1956.

### Semiconductor Shockley
El 1956, Shockley va iniciar el Laboratori Shockley Semiconductor a Mountain View, Califòrnia, que estava a prop de la seva mare, ja gran, a Palo Alto, Califòrnia. L'empresa, una divisió de Beckman Instruments, Inc., va ser el primer establiment que va treballar en dispositius semiconductors de silici al que es va conèixer com Silicon Valley.
Shockley va reclutar empleats brillants per a la seva empresa, però els va alienar desvirtuant-los sense descans. «Pot haver estat el pitjor gestor de la història de l'electrònica», segons el seu biògraf Joel Shurkin. Shockley era autocràtic, dominant, erràtic, difícil d'agradar i cada cop més paranoic. En un incident conegut, va exigir proves de detectors de mentides per trobar el culpable després que un secretari de l'empresa sofrís un tall menor. A finals de 1957, vuit dels millors investigadors de Shockley, que es coneixeria com els vuit traïdors, van dimitir després que Shockley decidís no continuar la investigació sobre semiconductors basats en silici. Van formar Fairchild Semiconductor, una pèrdua de la qual Shockley Semiconductor no es va recuperar mai i que va provocar la seva compra per una altra empresa tres anys més tard. Durant els següents 20 anys, més de 65 noves empreses acabaran tenint connexions d'empleats amb Fairchild.
Un grup d'una trentena de col·legues es reuneixen de tant en tant des de 1956 per recordar el seu temps amb Shockley, l'home que va portar el silici a Silicon Valley, com va dir l'organitzador del grup el 2002.